# Azzano (Spoleto)
Azzano is een plaats (frazione) in de Italiaanse gemeente Spoleto.